# Клавдиан (Поляков)

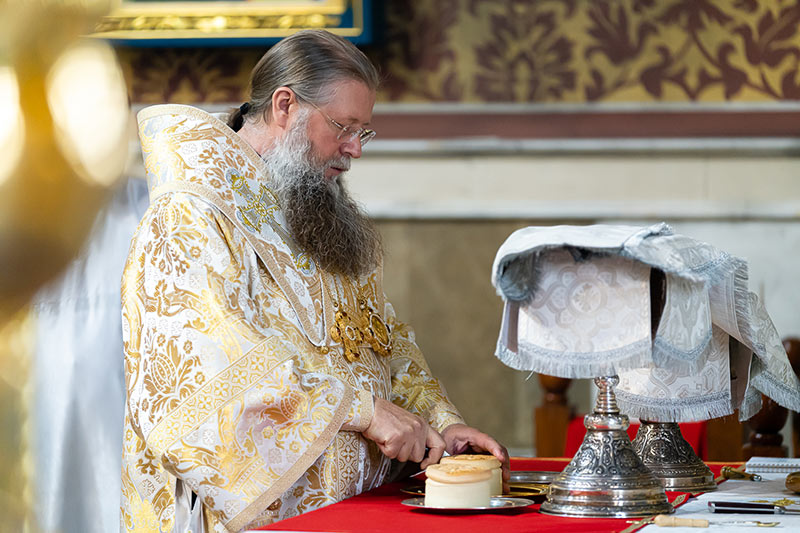
Епископ Клавдиан

Епи́скоп Клавдиа́н (в миру Сергей Викторович Поляков; 26 ноября 1971, Лениногорск, Восточно-Казахстанская область, Казахская ССР, СССР) — архиерей Русской православной церкви, епископ Талдыкорганский, викарий Астанайской епархии.
Настоятель Иоанно-Богословского собора и храма Архангела Гавриила города Талдыкоргана (с 2016 года).
Тезоименитство — 3 (16) февраля (память мученика Клавдиан Памфилийского).

## Биография
Родился 26 ноября 1971 года в городе Лениногорске, в Восточно-Казахстанской области, в Казахской ССР.
В 1979—1989 годах обучался в средней школе № 24 посёлка Первомайский Илийского района Алматинской области. В 1989—1990 годах проходил службу в рядах Вооружённых сил СССР.
1 октября 1995 года принял таинство крещения в Покровском храме города Алма-Ата.
С 1996 по 1998 год нес послушание пономаря, а затем псаломщика в Кирилло-Мефодиевском храме поселка Первомайский Алма-Атинской области.
12 апреля 1998 года в Вознесенском кафедральном соборе города Алма-Ата архиепископом Алма-Атинским и Семипалатинским Алексием (Кутеповым) рукоположен в сан диакона. С 24 мая 1998 года по 20 июня 2005 года проходил диаконское служение в храме святых равноапостольных Кирилла и Мефодия поселка Первомайский.
В 1998 году поступил в Алма-Атинское епархиальное духовное училище, которое окончил в 2000 году. С 1999 года участвовал в строительстве Кирилло-Мефодиевского храма города Алма-Аты.
20 июня 2005 года в храме Рождества Христова города Алма-Аты митрополитом Астанайским и Алма-Атинским Мефодием (Немцовым) рукоположен в сан пресвитера. С 20 июня 2005 года по 7 июня 2007 года – клирик храма святых равноапостольных Кирилла и Мефодия посёлка Первомайский.
7 июня 2007 года назначен настоятелем Благовещенского храма города Алма-Аты. 
В 2006—2010 годах заочно учился в Томской духовной семинарии.
С 10 января 2013 по 2015 год духовно окормлял осужденных, находящихся в исправительном учреждении ЛА 155/6.
4 января 2015 года в Вознесенском кафедральном соборе Алма-Аты митрополитом Астанайским и Казахстанским Александром (Могилёвым) пострижен в монашество с именем Клавдиан в честь мученика Клавдиана Памфилийского.
1 ноября 2016 года назначен и. о. настоятеля Иоанно-Богословского собора и храма Архангела Гавриила города Талдыкоргана и и. о. благочинного Талдыкорганского церковного округа.
В 2019 году окончил заочный сектор Московской Духовной Академии, защитив на «отлично» магистерскую диссертацию «Духовно-просветительская деятельность Русской Православной Церкви в Казахстане».

### Архиерейство
24 марта 2022 года решением Священного синода Русской православной церкви избран епископом Талдыкорганским, викарием Астанайской епархии.
30 марта 2022 года в храме Архангела Гавриила города Талдыкоргана митрополитом Астанайским и Казахстанским Александром (Могилёвым) был возведён в сан архимандрита.
6 апреля 2022 года в храме Христа Спасителя в Москве состоялось его наречение во епископа Талдыкорганского, викария Астанайской епархии.
6 мая того же года в Храме Христа Спасителя хиротонисан во епископа. Хиротонию совершили: Патриарх Кирилл, митрополит Астанайский и Казахстанский Александр (Могилёв), митрополит Крутицкий и Коломенский Павел (Пономарёв), митрополит Воскресенский Дионисий (Порубай), архиепископ Уральский и Атырауский Антоний (Москаленко), епископ Каскеленский Геннадий (Гоголев), епископ Павлодарский и Экибастузский Варнава (Сафонов), епископ Карагандинский и Шахтинский Севастиан (Осокин), епископ Усть-Каменогорский и Семипалатинский Амфилохий (Бондаренко), епископ Павлово-Посадский Силуан (Вьюров), епископ Кокшетауский и Акмолинский Серапион (Колосницин), епископ Петропавловский и Булаевский Владимир (Михейкин), епископ Актюбинский и Кызылординский Игнатий (Сидоренко).

## Награды
- Медаль «25 лет Конституции Республики Казахстан» (2020)[7]
- Орден преподобномучеников Серафима и Феогноста Алма-Атинских (2021, Казахстанский митрополичий округ)[8]